# Глядково (Сасовский район)
Глядко́во — село в Сасовском районе Рязанской области России. Административный центр Глядковского сельского поселения.

## Географическое положение
Село находится в северной части Сасовского района, в 8 километрах к северу от райцентра на левом берегу реки Цны.
Ближайшие населённые пункты:

— село Истлеево в 4 км к северу по асфальтированной дороге;

— село Устье в 3 км к северо-востоку по асфальтированной дороге;

— деревня Новое Амесьево в 1,5 км к юго-востоку, на противоположном берегу реки Цны (переправы через реку не существует);

— село Темгенево в 4 км к юго-западу по асфальтированной дороге;

— село Гавриловское в 7 км к западу по грунтовой дороге.
Ближайшая железнодорожная станция Сасово в 10 км к югу по асфальтированной дороге.

## Природа
Климат умеренно континентальный. Лесостепная природная зона. Село находится на левом берегу озера-старицы Цны, а также на высоком берегу самой реки. Рельеф выровненный, с плавным понижением в сторону поймы Цны. Овражно-балочная сеть представлена в виде незначительных форм. Высота над уровнем моря 90—100 м. Естественные леса на левом берегу Цны отсутствуют, в отличие от правого. Но есть искусственные лесонасаждения в виде полезащитных полос (в основном дуб и мелкий кустарник). Почвы чернозёмные, за исключением поймы Цны (аллювиальные — пески, супеси).

## История
В 1883 года село Глядково являлось волостным центром Глядковской волости Елатомского уезда Тамбовской губернии.
С 2004 года и до настоящего времени входит в состав Глядковского сельского поселения.
До этого момента село входило в Глядковский сельский округ.

#### Топоним
Существует версия о происхождении названия «Глядково». В XII—XIII века во времена набегов с восточной стороны здесь находилась сторожевая засека с людьми-глядоками, следившими за появлением на горизонте врагов, осуществляющих набеги.

## Население
| 1914 | 1981 | 1985 | 1989 | 2002 | 2010 |
| ---- | ---- | ---- | ---- | ---- | ---- |
| 2385 | ↘440 | →440 | ↗542 | ↘534 | ↘466 |

## Инфраструктура
Дорожная сеть

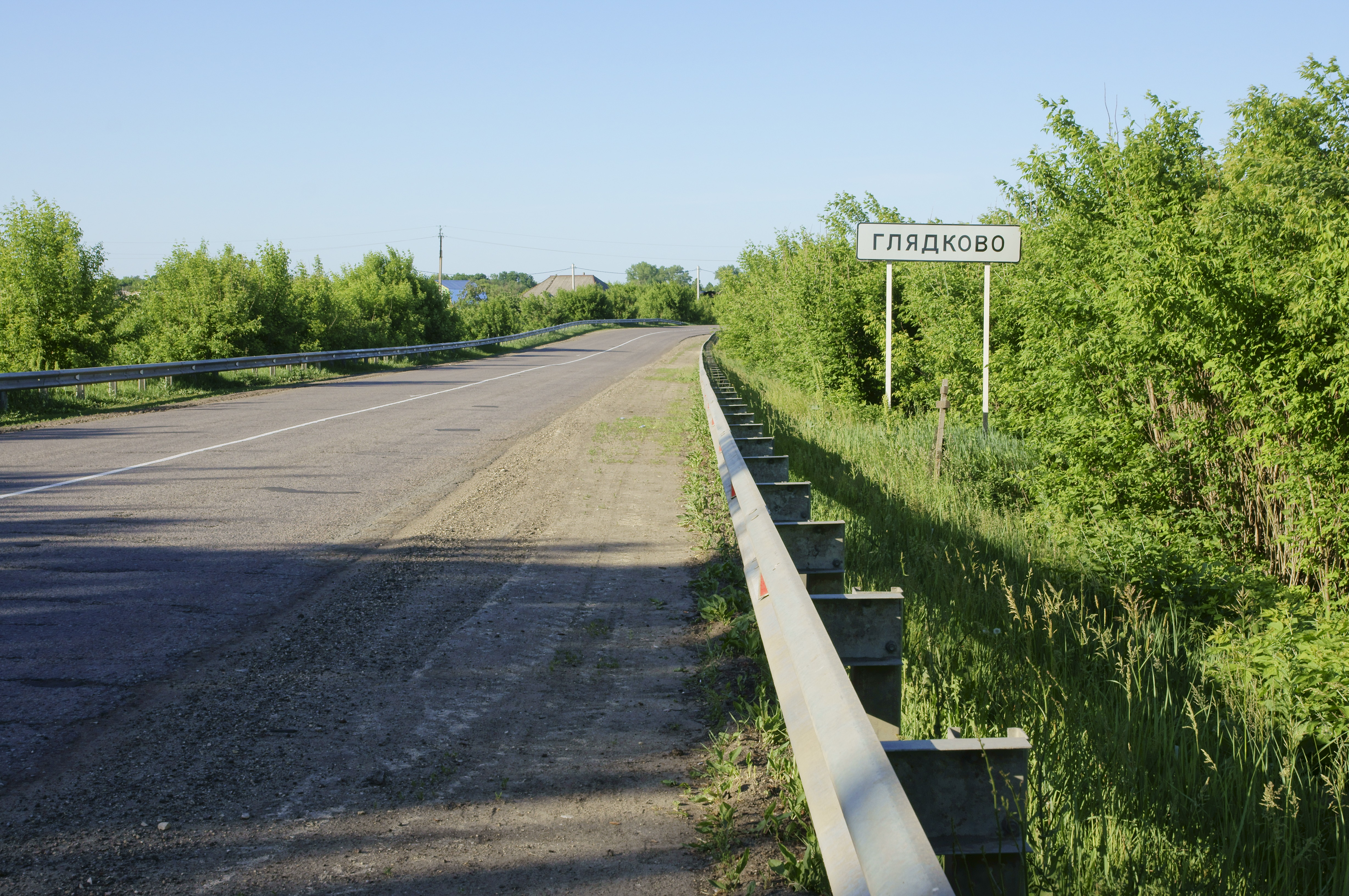
Глядково

Через Глядково проходит автодорога регионального значения Сасово — Ермишь — Арзамас.
В селе 7 улиц: Заречная, Зелёная, Микрорайон, Набережная, Новая, Центральная, Школьная.
Транспорт
Связь с райцентром осуществляется пригородным (№110 Сасово — Устье — Огарёво-Почково) и междугородними (№503 Сасово — Ермишь, №505 Сасово — Кадом) автобусными маршрутами.
Связь
В селе действует сельское отделение почтовой связи. Индекс 391442 (до 01.01.2000 г. — 391602).
Образование
В самом центре села находится Глядковская средняя школа.
Здравоохранение
Работает фельдшерско-акушерский пункт и аптечный пункт при нём.